# Paul Althaus
Paul Althaus (ur. 4 lutego 1888 w Obershagen, zm. 18 maja 1966 w Erlangen) – niemiecki teolog luterański. 
Paul Althaus studiował w Tybindze i Getyndze, gdzie w 1914 roku habilitował się. Podczas I wojny światowej był kapelanem w szpitalu polowym. Od 1919 roku był profesorem w Rostocku, od 1925 roku wykładał teologię systematyczną i teologię Nowego Testamentu na Uniwersytecie w Erlangen. Należał do konfesyjnych teologów luterańskich, jednak w krytyce biblijnej unikał zajmowania radykalnych pozycji. Jego głównymi polami działania była dogmatyka, teologia św. Pawła i teologia Marcina Lutra.

## Dzieła (wybór)
- Grundriß der Ethik, Erlangen 1931
- Die Christliche Wahrheit. Lehrbuch der Dogmatik, 2 tomy, Gütersloh 1947–1948
- Die Theologie Martin Luthers, Gütersloh 1962
- Die Ethik Martin Luthers, Gütersloh 1965